# Racquel Darrian

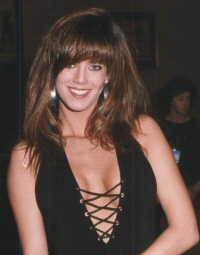
Racquel Darrian (2006)

Racquel Darrian é o nome artístico de Kelly Jackson (Kansas, 21 de julho de 1968), actriz pornográfica dos Estados Unidos.

## Biografia
Darrian se mudou para a Califórnia com sua família aos sete anos de idade. Começou a carreira posando nua para revistas como Penthouse e Playboy, em cenas lésbicas. Quando começou a atuar, também fazia cenas só com mulheres, até que as ofertas para participar de filmes heterossexuais aumentaram.
Começou trabalhando com seu ex-marido Derrick Lane. Assinou contrato com a Vivid Video, e cansada de trabalhar sempre com Lane, insistia em filmar com outros homens.
Racquel participou em cerca de 100 filmes (excluindo coletâneas e participações sem sexo), praticando apenas de cenas de sexo leves.  O seu primeiro filme foi "Joined" em 1989 e o seu último foi "Kink" (também publicado como "Girlfriend") em 1999.
Racquel tem uma filha, Brooke, nascida em junho 1997.
Actualmente, Racquel vive em Las Vegas e trabalha como stripper, dando espetáculos no país inteiro.

## Filmografia parcial
- Cheeks # 3
- Cloud # 9
- More Dirty Debutantes # 5
- Nymphobrat
- On Trial # 3, # 4

## Prêmios

### AVN(Adult Video News)
- Hall da Fama[1]
- 1993 - Melhor Performance Provocativa (Best Tease Performance) - Bonnie and Clyde[2]
- 2000 - Indicada como Melhor atriz em filme – Original Sin[3]